# Gran Premio del Lussemburgo

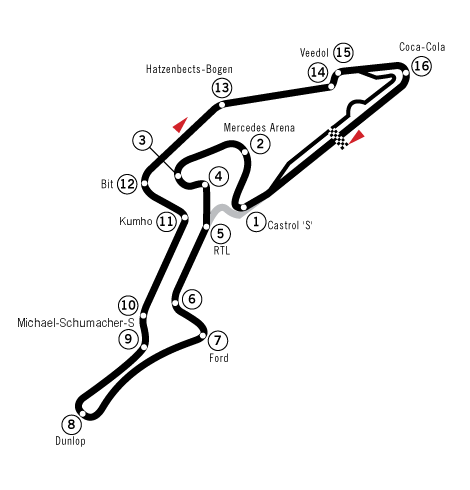

Il Gran Premio del Lussemburgo è stata una gara automobilistica, che è stata anche valida quale prova del Campionato mondiale di Formula 1 nelle stagioni 1997 e 1998.
In realtà il Granducato di Lussemburgo non possiede impianti adeguati per la Formula 1 e le gare della massima categoria si sono svolte sul circuito tedesco del Nürburgring.

## Storia
Nel 1997 il calendario del Campionato mondiale di Formula 1 prevedeva la tenuta di due gare in Spagna e due in Germania. Alla gara disputata a Jerez venne attribuita la denominazione di Gran Premio d'Europa, ponendo così il problema di quale nome attribuire alla gara da disputare al Nürburgring, che precedentemente aveva utilizzato tale denominazione. Non potendo utilizzare la denominazione di Gran Premio di Germania, i cui diritti spettavano alla gara dell'Hockenheimring, si optò per la denominazione di "Gran Premio del Lussemburgo", vista anche la vicinanza con il piccolo Granducato.
A seguito dell'incidente sul podio della gara di Jerez del 1997, non vennero più organizzate gare iridate sul tracciato spagnolo, ma ciò non permise comunque alla gara del Nürburgring di fregiarsi, nel 1998, del titolo di "Gran Premio d'Europa" in quanto gli organizzatori spagnoli non concessero l'uso del nome; ciò costrinse a utilizzare ancora per una stagione la denominazione di "Gran Premio del Lussemburgo". Solo dall'anno seguente la gara del Nürburgring poté essere nuovamente ridenominata "Gran Premio d'Europa".

## Albo d'oro
| Anno | Circuito               | Pilota             | Vettura          | Resoconto |
| ---- | ---------------------- | ------------------ | ---------------- | --------- |
| 1997 | Nürburgring Gp-Strecke | Jacques Villeneuve | Williams-Renault | Resoconto |
| 1998 | Nürburgring Gp-Strecke | Mika Häkkinen      | McLaren-Mercedes | Resoconto |